# Gliptoteca Ny Carlsberg
La Gliptoteca Ny Carlsberg (en danés, Ny Carlsberg Glyptotek) es un museo (gliptoteca) situado en el número 7 de la Dantes Plads de Copenhague, Dinamarca. Se trata de una colección privada fundada en 1882 por Carl Jacobsen (1842-1914), hijo del fundador de la famosa marca de cerveza, de la cual toma el museo su nombre.
El museo cuenta con colecciones de escultura y antigüedades griegas, romanas, etruscas, egipcias y de Oriente Próximo. Respecto al arte moderno, expone obras de, entre otros, Paul Gauguin, Edgar Degas, Jean-François Millet, Henri de Toulouse-Lautrec, Auguste Rodin, Alfred Sisley, Camille Pissarro, entre otros.

## Historia

### Primer museo
Carl Jacobsen era un entregado coleccionista de arte. Estaba muy interesado en arte antiguo, aunque con el tiempo también adquirió esculturas francesas y danesas. Cuando su villa privada fue ampliada en 1882 con un jardín de invierno, pronto habría más esculturas que plantas. Ese mismo año se abrió la colección al público. Los años siguientes el Museo Carlsberg se amplió debido a la falta de espacio, ya que sus colecciones no paraban de crecer. En 1885, su «casa-museo» albergaba diecinueve galerías, Vilhelm Dahlerup había diseñado catorce de ellas, mientras que Hack Kampmann había diseñado las cinco últimas y había rediseñado el jardín de invierno.

### Museo actual
A pesar de las variadas ampliaciones, era indudable la limitación que existía y se necesitaba un nuevo edificio. El 8 de marzo de 1888, Carl Jacobsen donó su colección al Estado de Dinamarca y a la ciudad de Copenhague, con la condición de que le cedieran un edificio para mostrar las obras. Las antiguas fortificaciones de Copenhague se habían abandonado recientemente y se eligió un revellín fuera del Bastión de Holcks, en las murallas occidentales de la ciudad, al sur de los Jardines de Tívoli, que se inauguraron en 1843. A Jacobsen no le agradaba la ubicación, la consideraba lejos del centro y no le gustaba que estuviera cerca de Tívoli, aunque finalmente aceptó el lugar.
Fue Jacobsen quien dio nombre al museo, influenciado por la Gliptoteca de Luis I de Baviera en Múnich, y también eligió al arquitecto Wilhelm Dahlerup para realizar la labor. El museo se inauguró el 1 de mayo de 1897. Al comienzo únicamente incluía la colección moderna de obras francesas y danesas del siglo XVIII de Jacobsen.
En enero de 1899, Jacobsen donó su colección de arte antiguo al museo, para la que se amplió el edificio. La parte nueva fue diseñada por Hack Hampmann, mientras que Dahlerup diseñó un jardín de invierno que conectaba la zona antigua con la nueva. Se inauguró en 1906. 
En 1996, el museo se amplió de nuevo, en esta ocasión Henning Larsen edificó uno sobre uno de los patios. En 2006, se llevó a cabo un programa de gran renovación bajo la dirección de los arquitectos daneses Dissing + Weitling y Bonde Ljungar Arkitekter MAA.

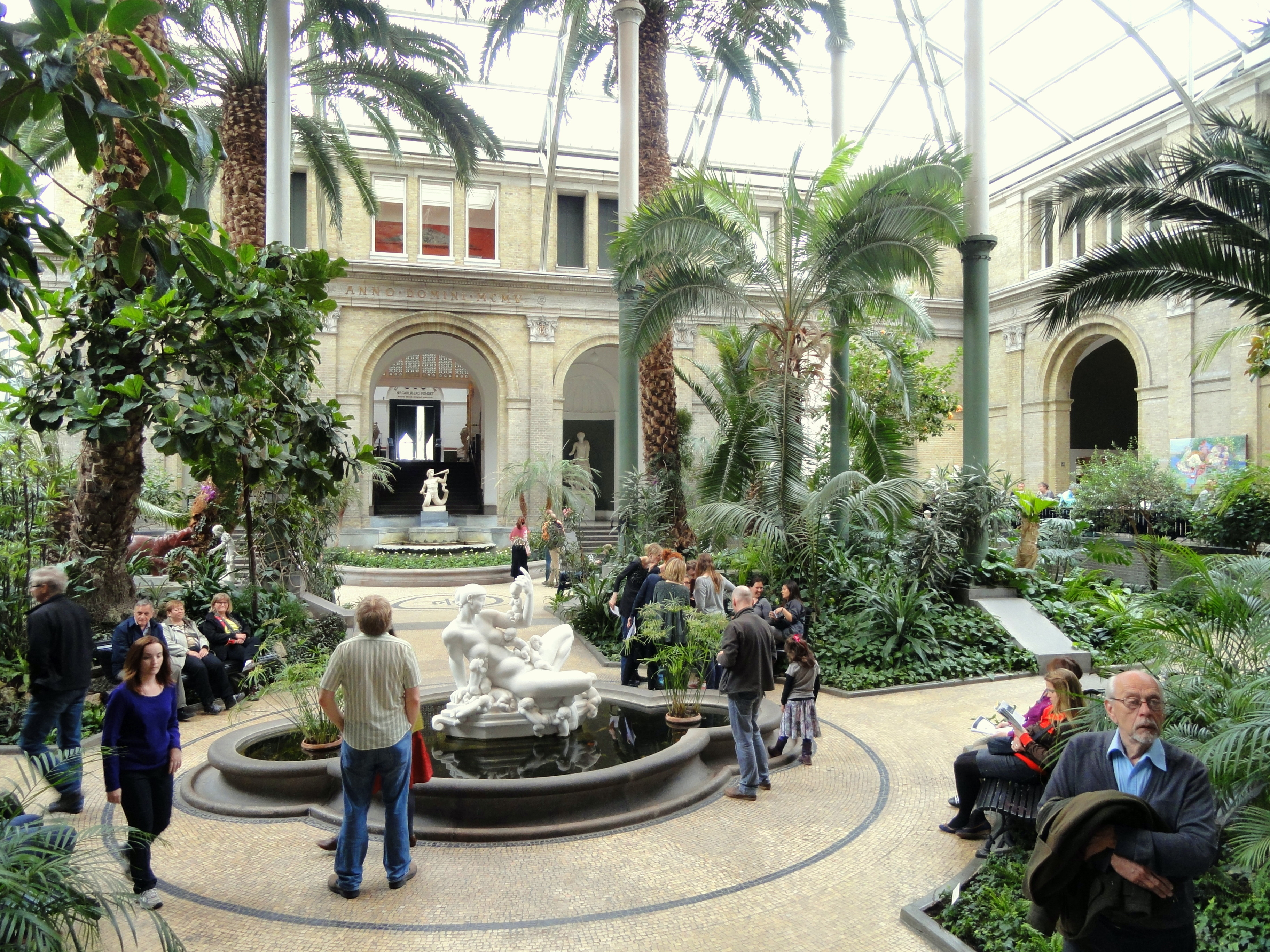
El Jardín de Invierno, patio de unión entre galerías.

## Arquitectura
El ala Dahlerup, la parte más antigua del museo, es un edificio historicista. La fachada está hecha de ladrillos rojos con columnas de granito pulidas en un estilo renacentista veneciano. Alberga las colecciones francesas y danesas.
El ala Kampmann es más simple, un edificio neoclásico, construido en una serie de galerías en torno a un auditorio central, usado para conferencias, pequeños conciertos, simposios y recitales de poesía.
Las dos alas están conectadas por el Jardín de Invierno, donde se pueden encontrar mosaicos, grandes palmeras, una fuente y una cúpula echa de bronce y acero pesado.
El ala Henning Larsen es un edificio minimalista, construido en un antiguo patio interior, permite el acceso al tejado. Aquí se celebran reuniones y banquetes, como la certificación de la erradicación de la poliomielitis el 21 de junio de 2002.

## Colecciones
La Gliptoteca Ny Carlsberg alberga una colección que reúne más de diez mil obras de arte.

### Colección antigua
La colección antigua muestra esculturas y otras antigüedades de culturas antiguas del Mediterráneo.
La extensa colección griega, romana y etrusca exhibe estatuas de mármol, pequeñas estatuas de terracota, relieves, cerámica y otros objetos. La colección etrusca es la más grande fuera de Italia. El arqueólogo alemán Wolfgang Helbig fue el agente de Carl Jacobsen en Roma durante 25 años, adquiriendo más de 950 esculturas y antigüedades etruscas para el museo Ny Carlsberg.
La colección egipcia alberga más de mil novecientas piezas, que datan desde el 3000 a. C. hasta el siglo I. Fue fundada en 1882, cuando Jacobsen adquirió su primer artefacto egipcio, un sarcófago comprado al Museo Egipcio de El Cairo. Esta colección aumentó exponencialmente cuando la Fundación Ny Carlsberg financió excavaciones en Egipto a comienzos del siglo XX lideradas por el egiptólogo inglés William Matthew Flinders Petrie. La colección muestra varias momias en una galería que imita a una cripta.
La colección de Oriente Próximo exhibe un periodo de 7150 años, siendo el objeto más antiguo del 6500 a. C. y el más moderno del año 650. Muestra civilizaciones de Mesopotamia, Anatolia y Persia.

### Colección francesa
La mayoría de obras de la colección francesa son pinturas y esculturas del siglo XIX. Entre las pinturas destacan obras de David y Manet, así como una gran muestra de pintores impresionistas como Monet, Cézanne y Bonnard. El pintor con más obras es Paul Gauguin con más de cuarenta. El museo también alberga una gran colección de esculturas del siglo XIX con artistas como Carpeaux y Rodin, siendo la de Rodin de las más extensas del mundo, así como una gran colección de esculturas de bronce de Degas.

### Colección danesa
La colección danesa contiene una gran colección de pintura de la Edad de Oro danesa, de hecho es la más grande del país, con obras de Eckersberg, Købke y Lundbye.

### Colección europea
La colección europea alberga obras desde el siglo XVIII al XX. Entre los escultores se incluyen los neoclasicistas Canova, Sergel, Carstens, Flaxman, Rauch y Baily, así como los modernistas Meunier, Klinger, Picasso y Giacometti.
La colección también exhibe una pequeña muestra de pinturas modernas de Arp, Ernst, Miró, Poliakoff y Gilioli.

## Galería de imágenes

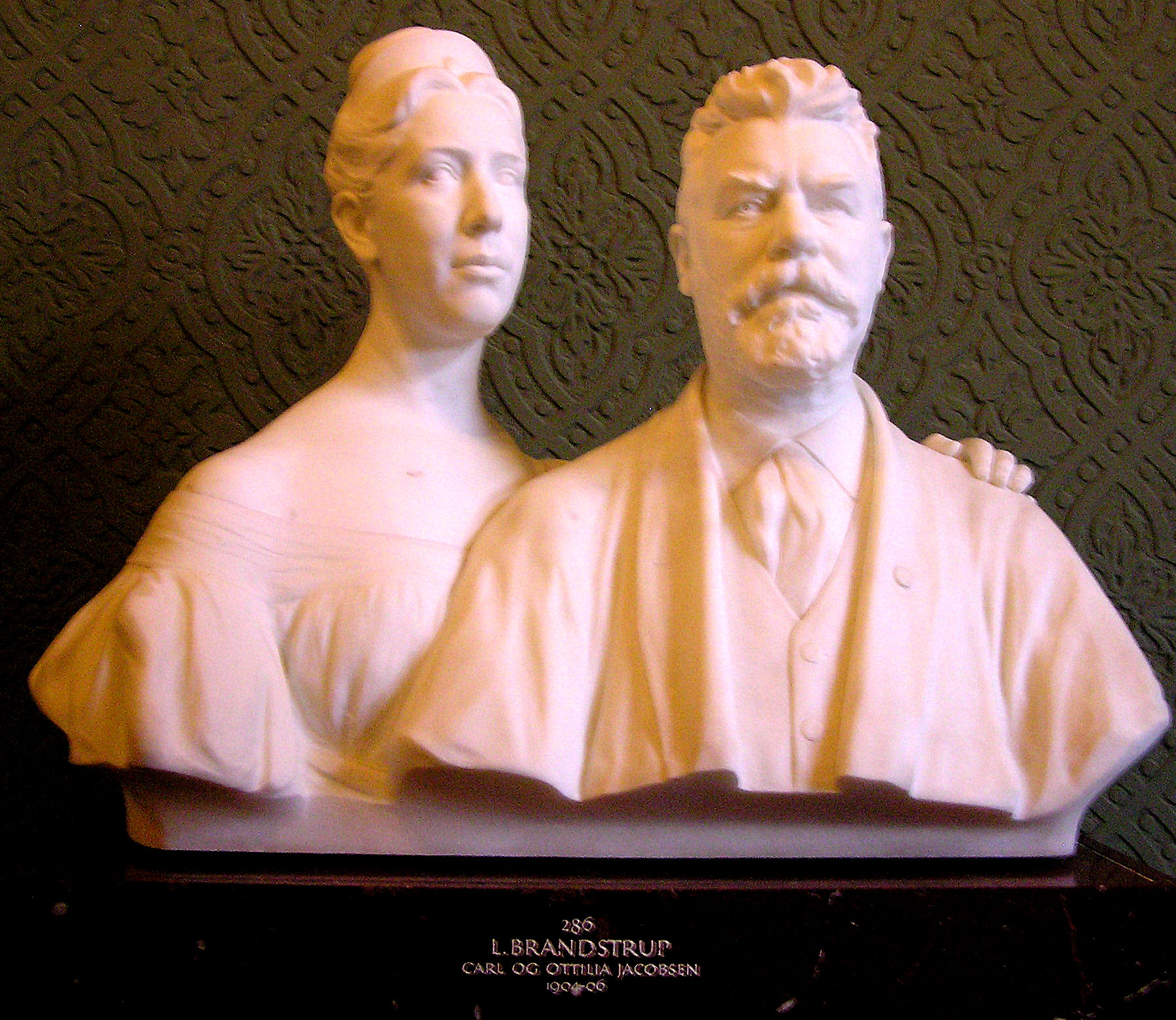
Carl y Ottilia Jacobsen (L. Brandstrup)
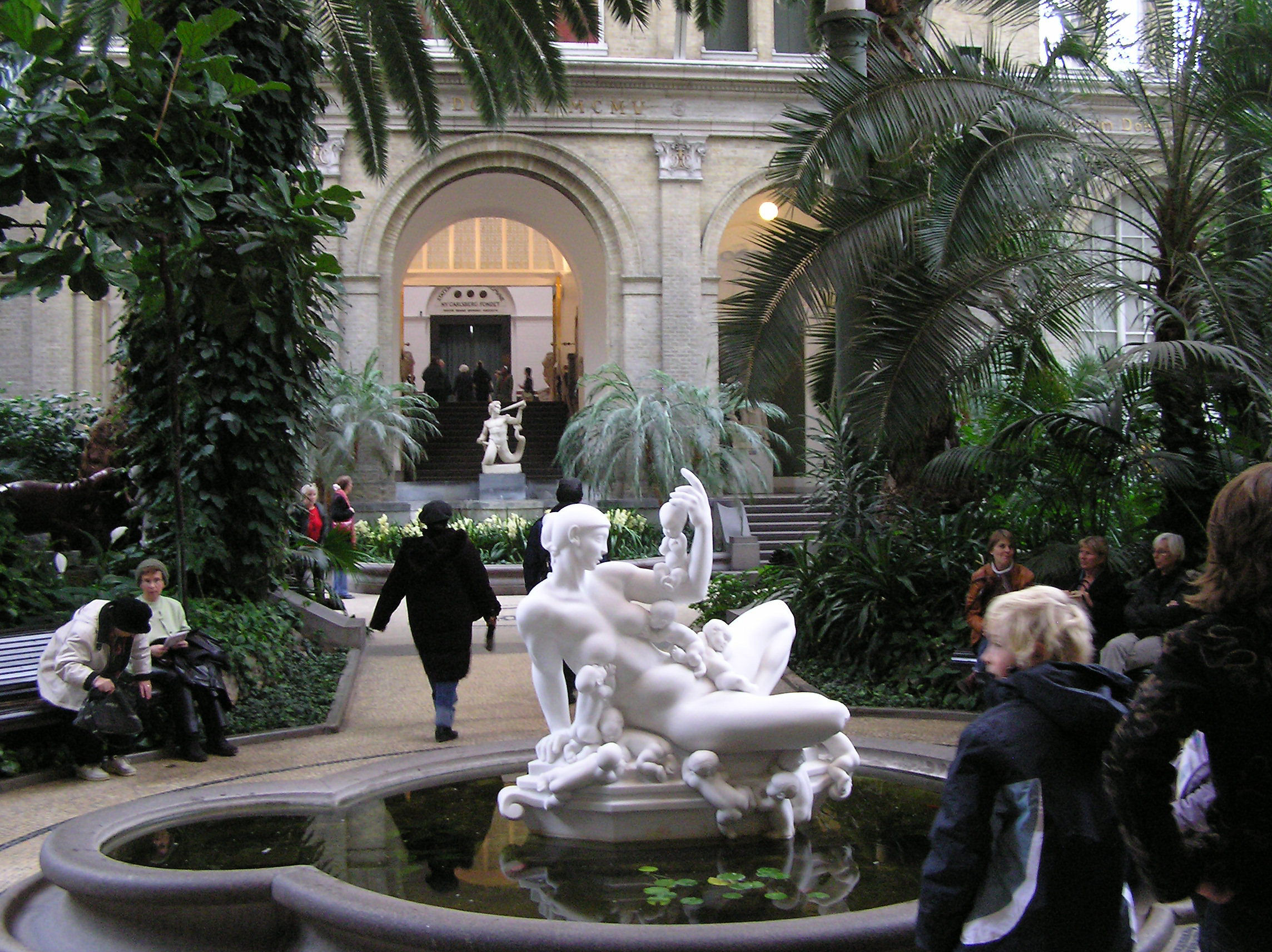
Jardín de palmeras y escultura de Kai Nielsen
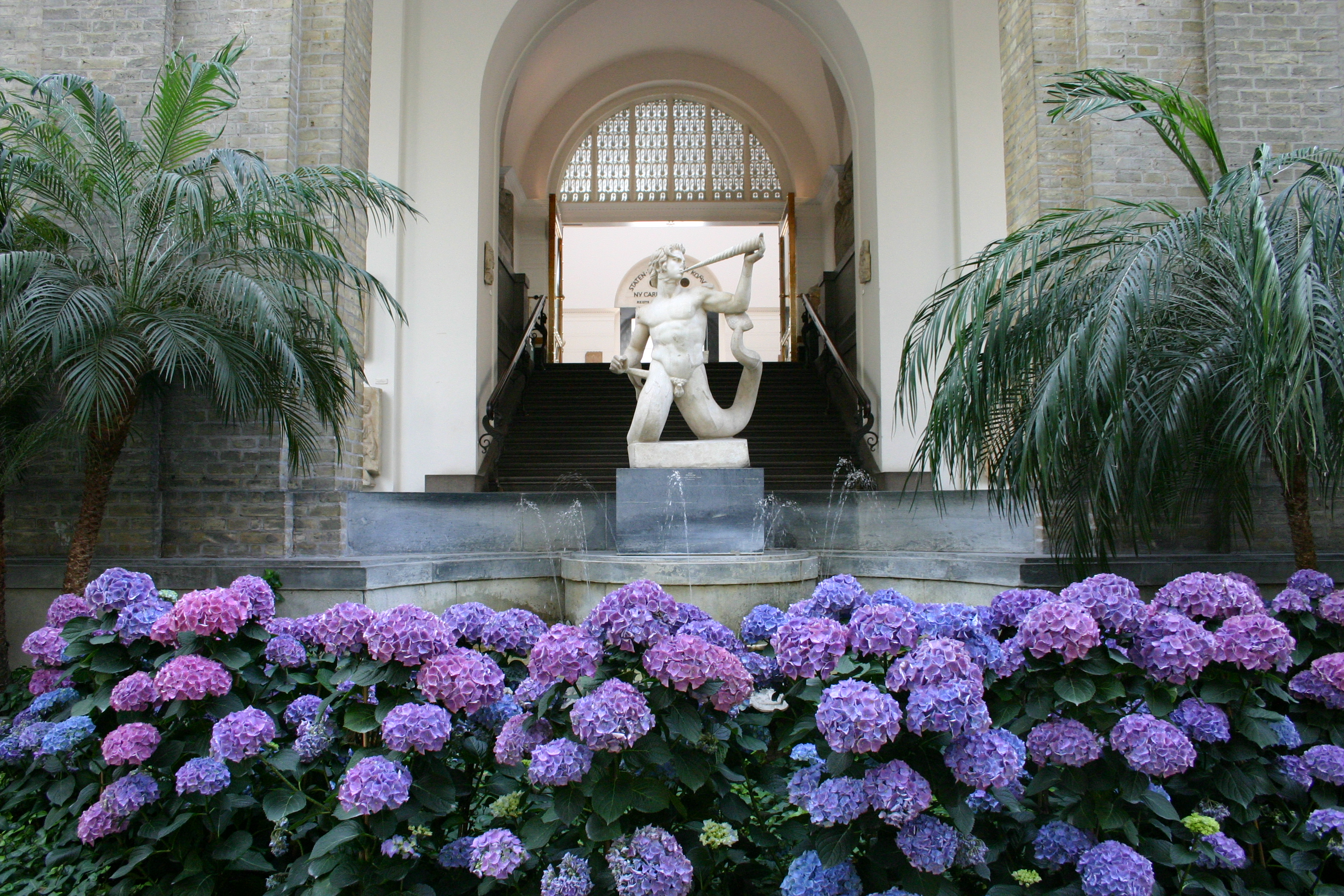
Vista del invernadero
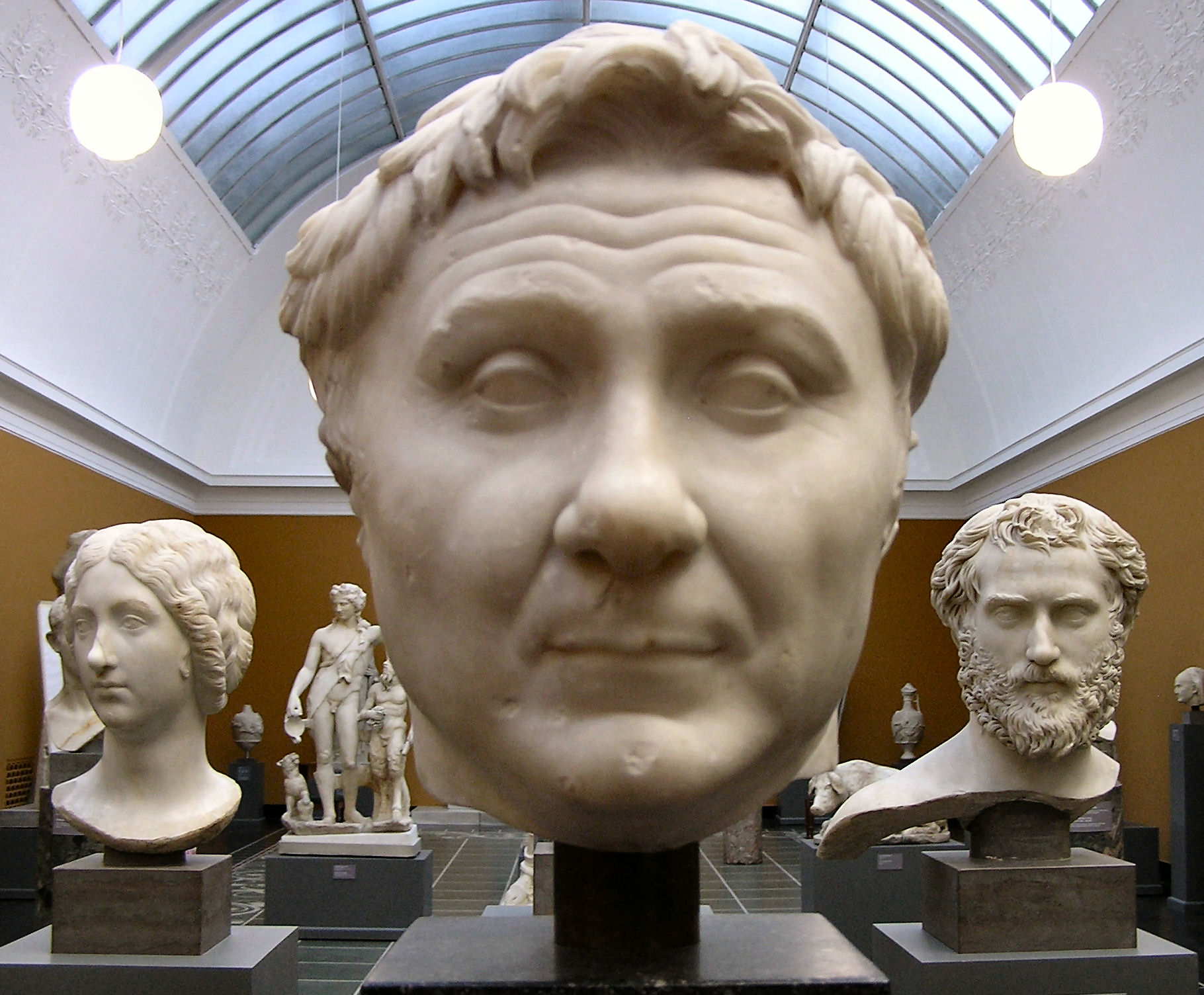
Sala de estatuas romanas. Pompeyo
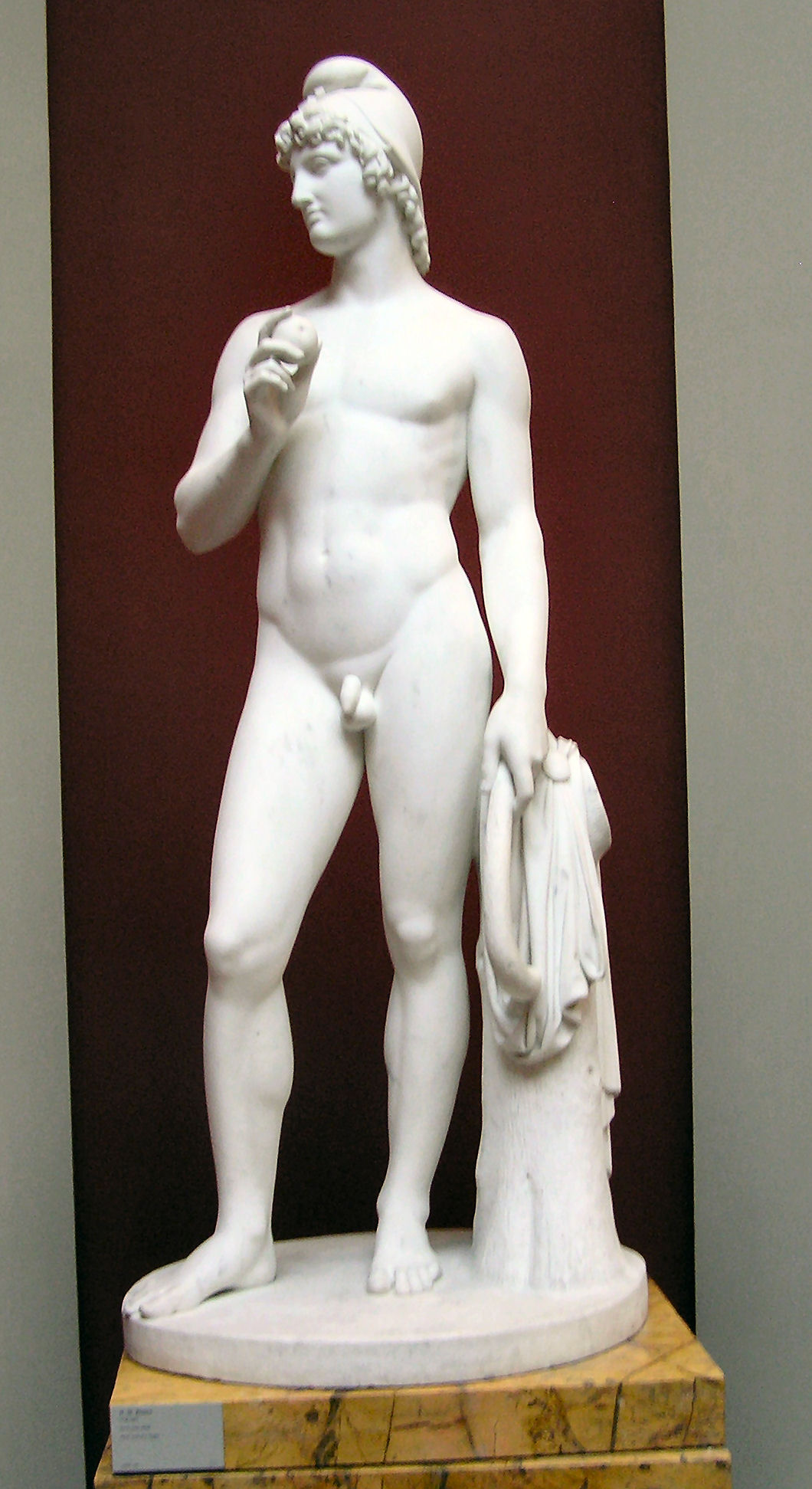
Paris con la manzana (Herman W. Bissen)
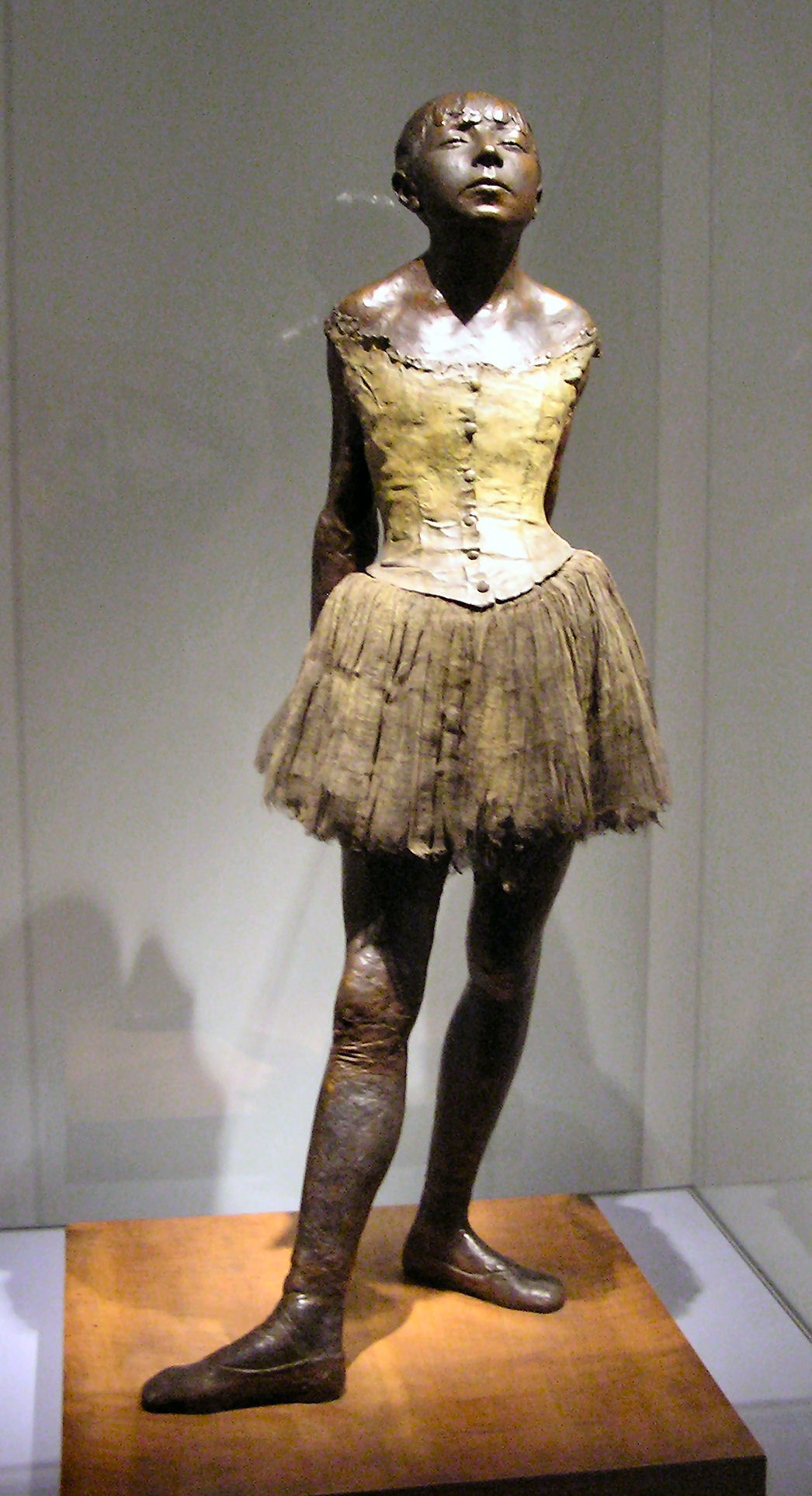
La bailarina de catorce años (Edgar Degas)
El bebedor de absenta (Édouard Manet)
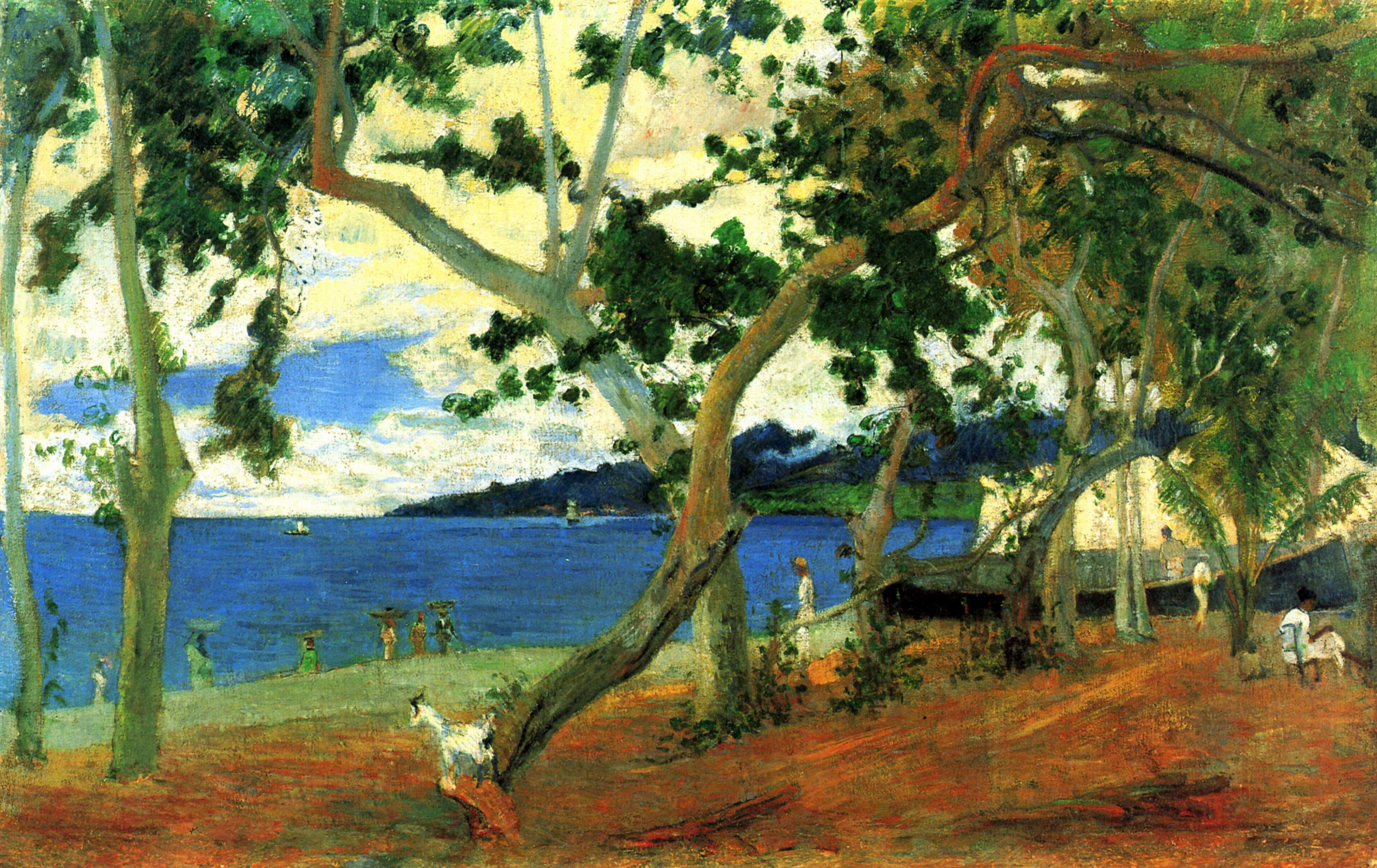
Al borde del mar I (Paul Gauguin)
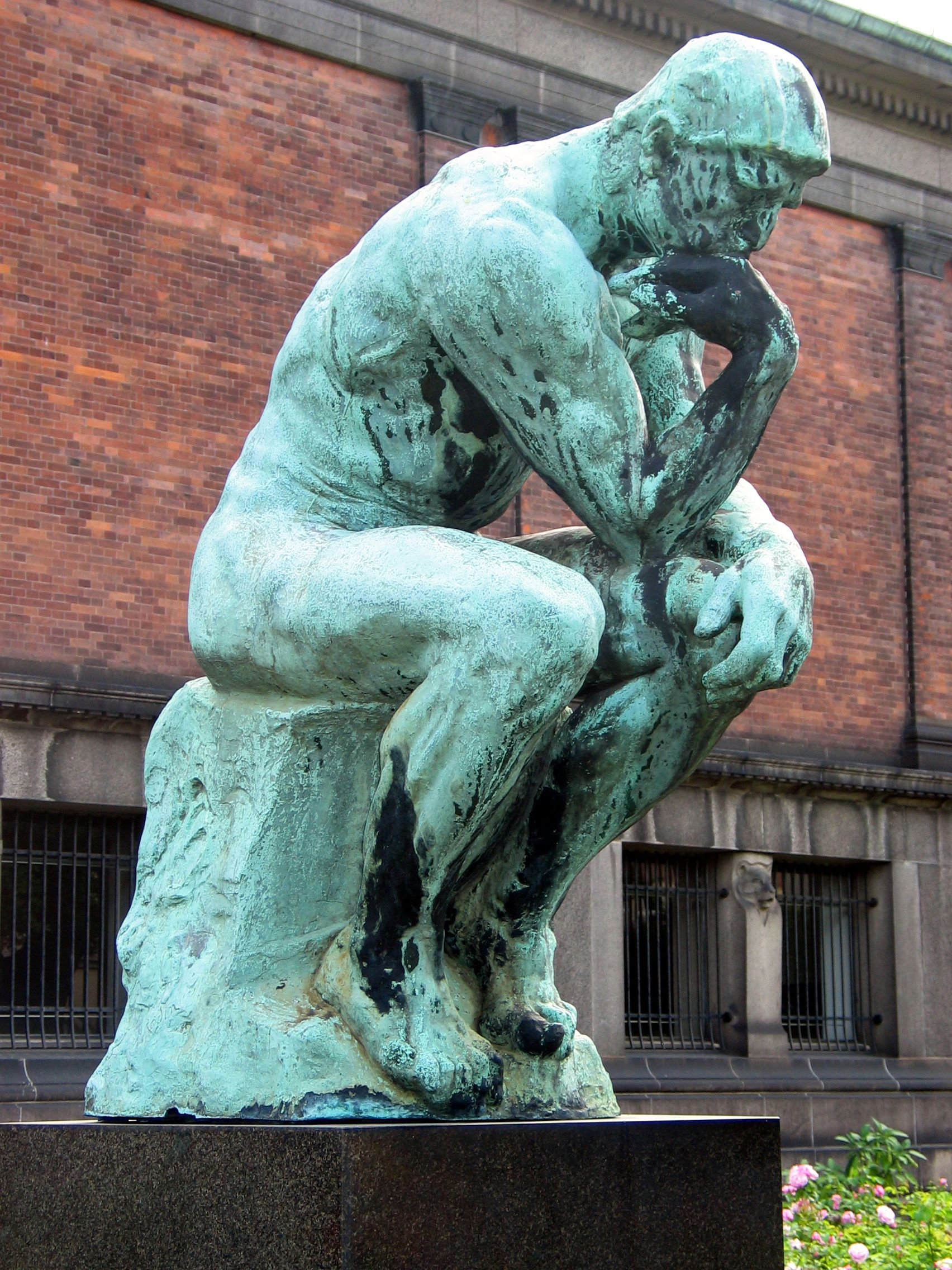
El pensador (Auguste Rodin)
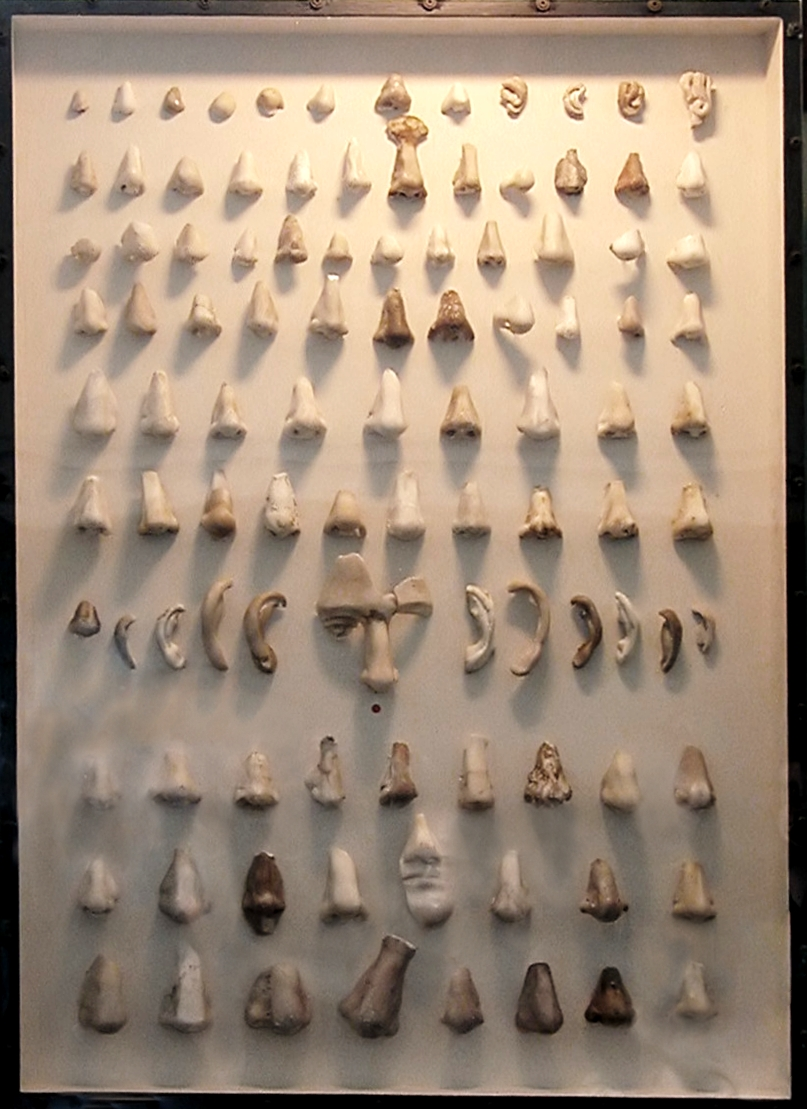
Nasothek, narices utilizadas para la restauración